# Giacomo Favretto

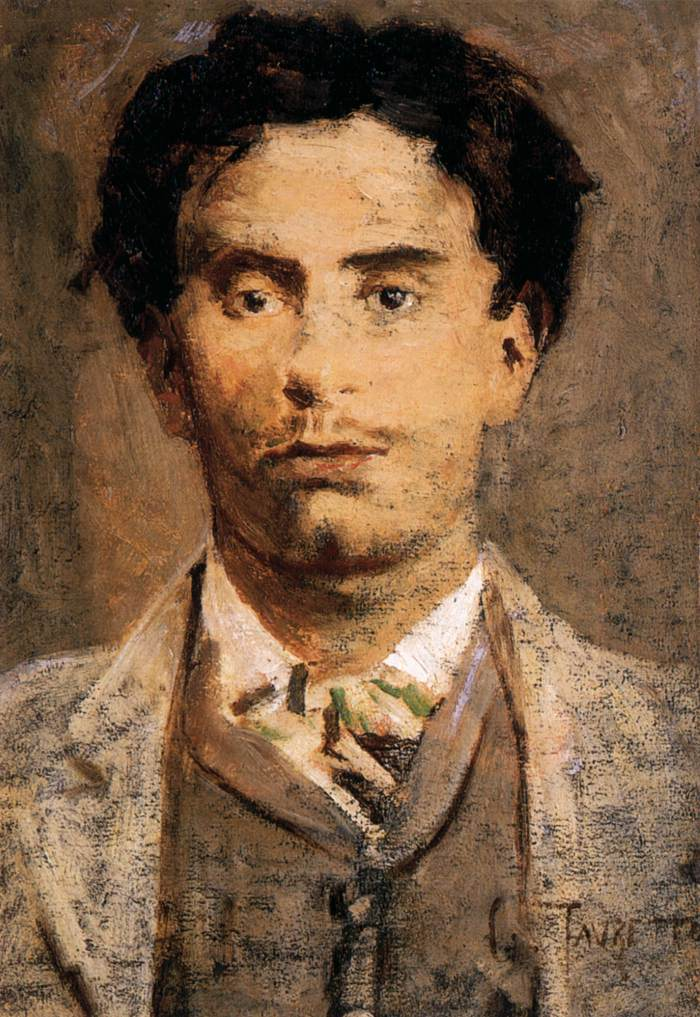
Giacomo Favretto, Selbstporträt, 1875

Giacomo Favretto (* 11. August 1849 in Venedig; † 12. Juni 1887 ebenda) war ein italienischer Maler.

## Leben
Giacomo Favretto wurde am 11. August 1849 als Sohn eines Tischlers in Venedig geboren. Da er bereits in der Kindheit an gesundheitlichen Problemen litt, wurde er in ein Papierwarengeschäft geschickt. Dort entdeckte ein Antiquar sein künstlerisches Talent und setzte sich für die Aufnahme an der Accademia di belle arti di Venezia ein. Seine Lehrer Michelangelo Grigoletti und Pompeo Marino Molmenti wiesen ihn in die schulische Historienmalerei ein, von welcher er sich jedoch abwandte und stattdessen dem Kolorismus zuwandte. Sein eigener Stil der Verwendung eines „lebhaften Kolorits“ brachte ihm dabei den Namen Goldoni des Pinsels ein. 
Trotz anfänglichen Schwierigkeiten verschaffte Favretto sich mit einer Vielzahl an humorvollen Darstellungen aus dem venezianischen Volksleben Bekanntheit, stellte die Herrschaft des „malerischen Realismus“ wieder her und wurde dadurch zu einem der bekanntesten Künstler seiner Heimatstadt.
Obwohl Giacomo Favretto im Jahr 1879 die Sehkraft auf einem Auge verlor, schuf er weiterhin technisch stets vervollkommnende Bilder. 
Nach nur einer kurzen künstlerischen Karriere erkrankte er an Typhus, woran er am 12. Juni 1887 starb.

## Stil und Werke (Auswahl)
Zu seinen bekanntesten Werken zählen:
- Io, 1878
- Lezione di anatomia, 1879
- II sorci
- Arrivo degli sposi
- Tra i polli, 1880
- Erbe e frutti, 1880
- Vandalism, 1881
- El difetto sta nel manego, 1883
- Una Calle a Venezia, 1883
- Soli
- Mercato di San Polo
- Listone odi, 1884
- Zanze
- Dopo il bagno
- Susanna e i due vecchi, 1885
- El me disse la So' Rossa1887
- Al Listone, 1887
- Traghetto, 1887
- Fiera di Pasqua, 1887
- Venezianischer Kunsthändler, 1887
- Der eingeschlafene Diener, 1887
- Venezianerin des 18. Jahrhunderts, 1887

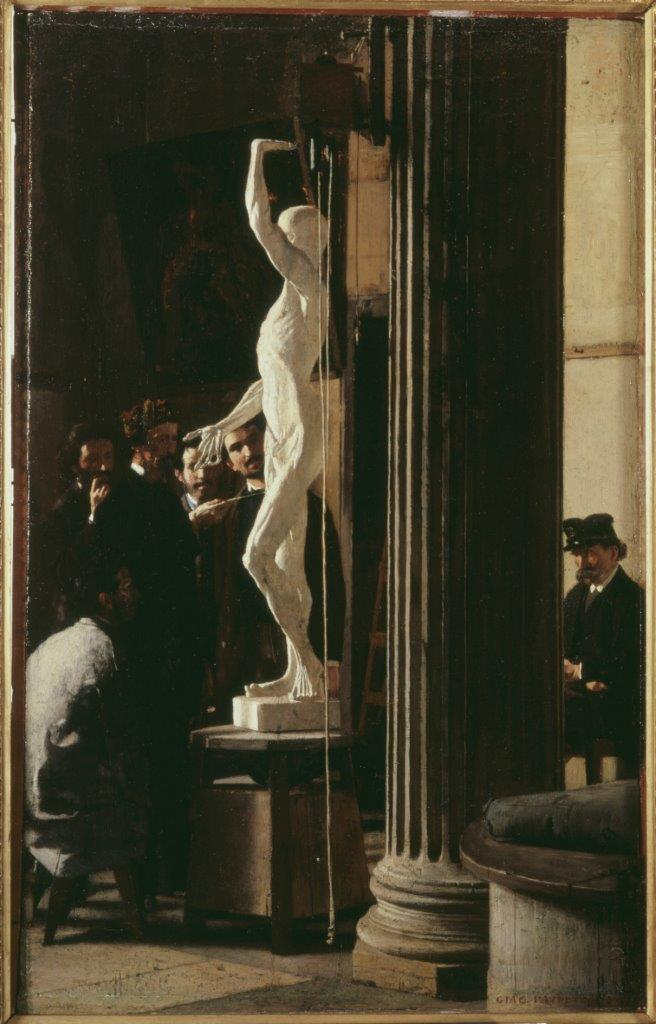
Lezione di anatomia, 1879
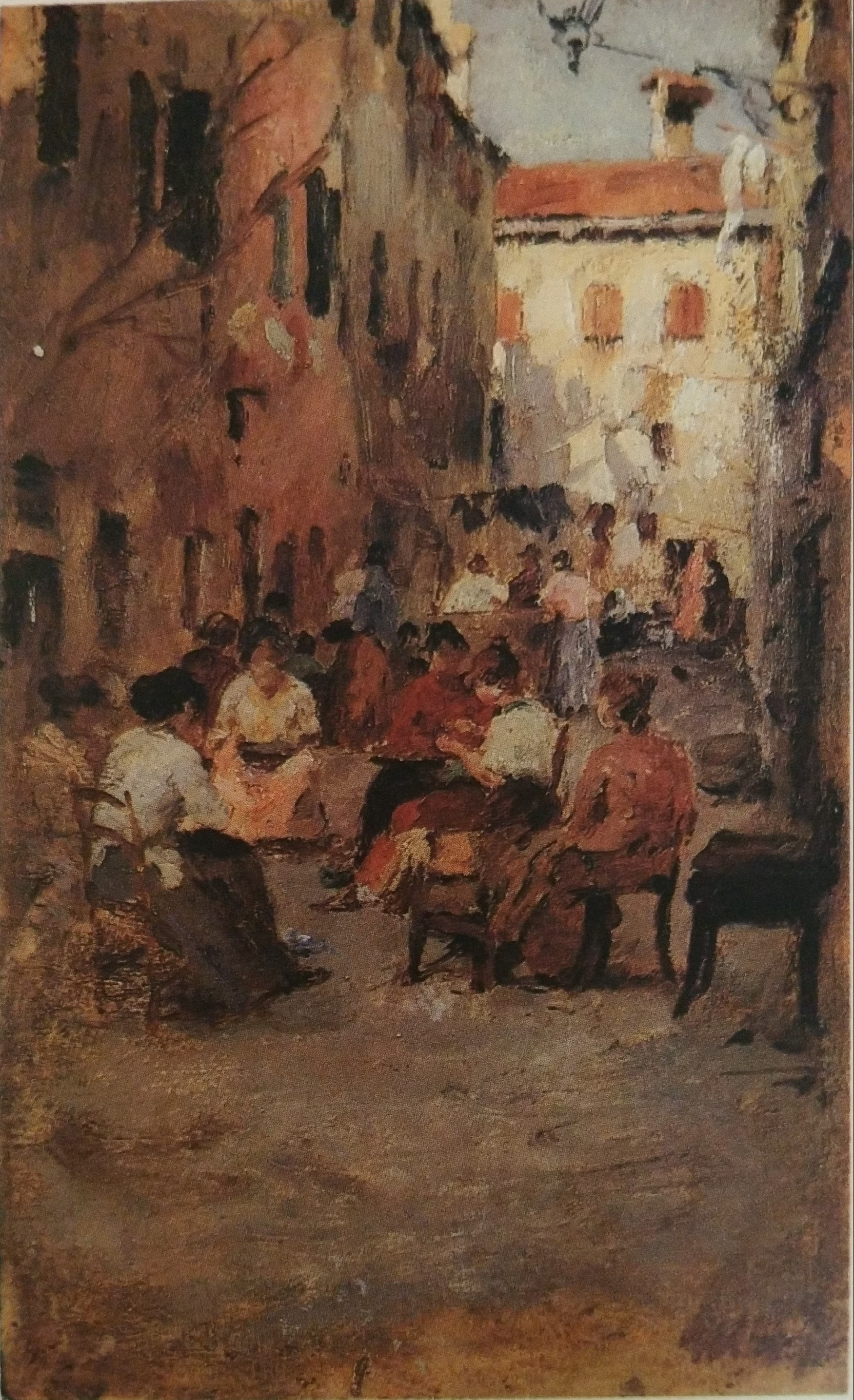
Una Calle a Venezia, 1883
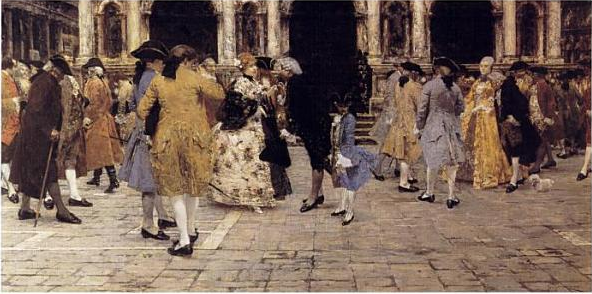
Listone odi, 1884
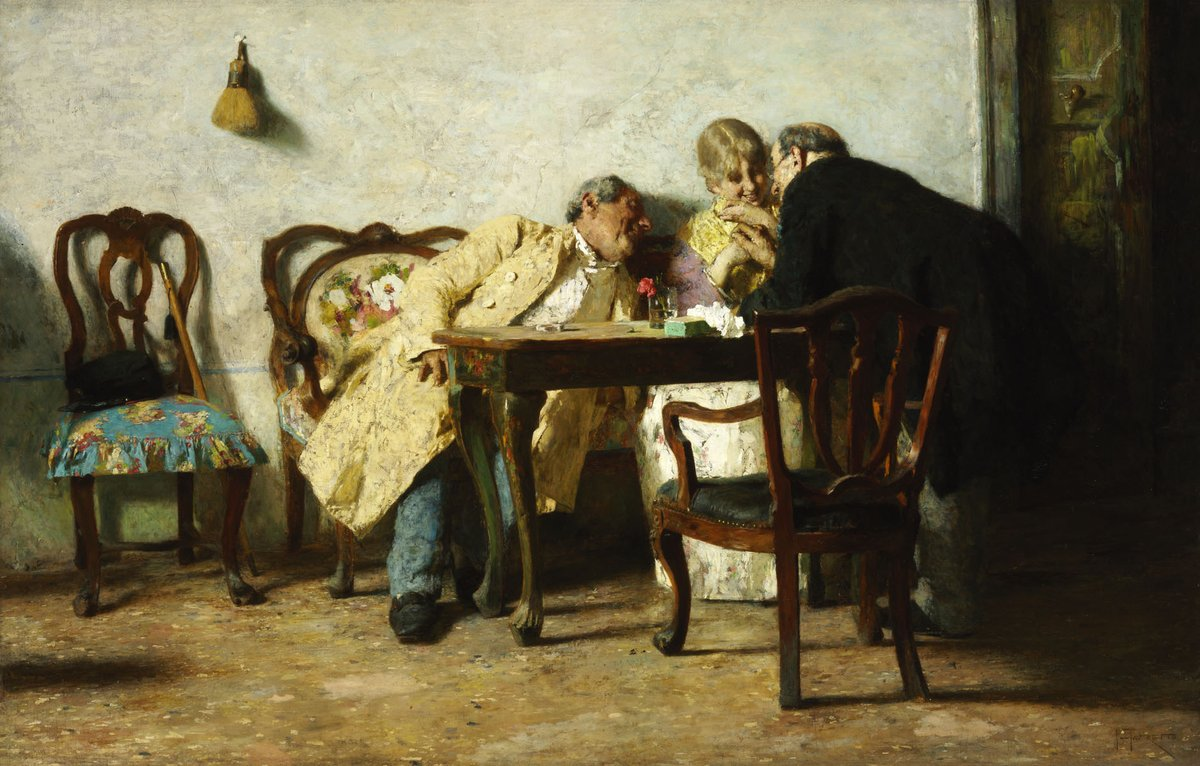
Susanna e i due vecchi, 1885
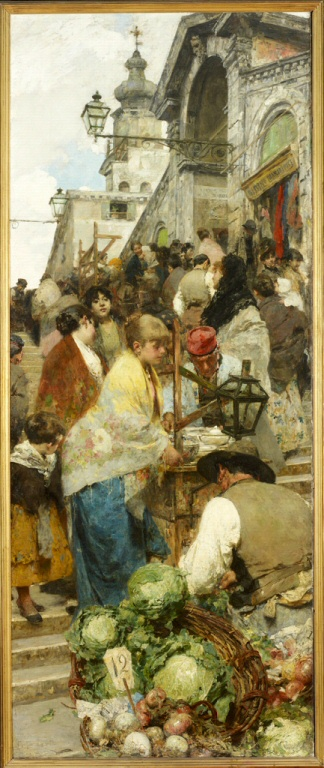
Fiera di Pasqua, 1887